# ラズロ・パップ
ラズロ・パップ（László Papp、1926年3月25日 - 2003年10月16日）は、ハンガリーの男子アマチュアボクシング選手、プロボクサーである。ブダペスト出身。サウスポー。
1957年以前のアマチュア時代、1948年ロンドンオリンピック、1952年ヘルシンキオリンピック、1956年メルボルンオリンピックで優勝し、ボクシング競技において3大会連続で金メダルを獲得した初めての選手となった。

## 戦績

### アマチュア時代
パップは、ロンドンオリンピックのミドル級、ヘルシンキオリンピックとメルボルンオリンピックのライトミドル級に出場して、いずれも金メダルを獲得した。1949年にオスロで行われたミドル級、1951年にミラノで行われたライトミドル級のヨーロッパ大会のチャンピオンでもあった。アマチュア時代に55度の1ラウンドKOを記録した。

### プロ時代
パップは1957年にプロに転向し、手の負傷はあったものの、すぐにミドル級のランクを上げた。しかし、ハンガリーは当時は社会主義国家であり、プロボクシングの興業は認められていなかった。パップはウィーンでトレーニングを行い試合を行った。このような不利にもかかわらず、彼はタイガー・ジョーンズやクリス・クリステンセンらヨーロッパのミドル級のトップ選手を次々に破った。クリステンセンとの試合後、アメリカ合衆国のランディ・サンディにも勝利した。1964年、パップは既に世界戦への挑戦に調印していたが、ハンガリー政府は彼にビザを発行せず試合を行わせなかった。
結局、パップは無敗のまま引退を余儀なくされた。成績は29戦27勝(15KO)2引分無敗だった。

## 死去
2003年にブダペストで死去した。

## 名誉
パップは2001年に国際ボクシング名誉の殿堂博物館に選ばれた。1989年、世界ボクシング評議会のホセ・スライマン会長はパップを"Best amateur and professional boxer of all time"として表彰し、WBCの名誉チャンピオンを授けた。
ブダペストにあるコンサートやアイスホッケーハンガリー代表のホームリンクとして知られる多目的ビルは、彼の名前を取ってパップ・ラズロ・ブダペスト・スポーツアリーナと呼ばれている。